# Dyskografia Armina van Buurena
Dyskografia holenderskiego DJ–a i producenta muzyki trance Armina van Buurena.

## Albumy

### Albumy studyjne
| Rok                            | Tytuł                                                                      | Pozycja na liście | Pozycja na liście | Pozycja na liście | Pozycja na liście | Pozycja na liście | Pozycja na liście | Pozycja na liście | Certyfikat         |
| Rok                            | Tytuł                                                                      | AUT               | MEX               | NLD               | BEL               | USA               | DEU               | POL               | Certyfikat         |
| ------------------------------ | -------------------------------------------------------------------------- | ----------------- | ----------------- | ----------------- | ----------------- | ----------------- | ----------------- | ----------------- | ------------------ |
| 2003                           | 76 - Data: 11 czerwca 2003 - Wydawca: United Recordings                    | –                 | –                 | 38                | –                 | –                 | –                 | –                 |                    |
| 2005                           | Shivers - Data: 8 sierpnia 2005 - Wydawca: Armada Music                    | –                 | –                 | 23                | –                 | –                 | –                 | –                 |                    |
| 2008                           | Imagine - Data: 18 kwietnia 2008 - Wydawca: Armada Music                   | –                 | 39                | 1                 | –                 | 157               | –                 | 21                |                    |
| 2010                           | Mirage - Data: 10 września 2010 - Wydawca: Armada Music                    | 53                | 12                | 3                 | 10                | 148               | 42                | 6                 | - POL: złota płyta |
| 2013                           | Intense - Data: 3 maja 2013 - Wydawca: Armada Music                        | 20                | –                 | 3                 | 19                | 65                | 16                | 7                 | - POL: złota płyta |
| 2015                           | Embrace - Data: 29 października 2015 - Wydawca: Armada Music               | –                 | –                 | 2                 | –                 | –                 | –                 | 23                |                    |
| 2019                           | Moons Of Jupiter (as Gaia) - Data: 21 czerwca 2019 - Wydawca: Armada Music | -                 | -                 | -                 | -                 | -                 | -                 | -                 |                    |
| 2019                           | Balance - Data: 25 października 2019 - Wydawca: Armada Music               | 70                | 11                | 47                | -                 | 45                | 15                |                   |                    |
| 2021                           | A State Of Trance Forever - Data: 3 września 2021 - Wydawca: Armada Music  | -                 | -                 | -                 | -                 | -                 | -                 | 40                |                    |
| 2023                           | Feel Again - Data: 31 marca 2023 - Wydawca: Armada Music                   |                   |                   |                   |                   |                   |                   |                   |                    |
| 2025                           | Breathe - Data: 27 czerwca 2025 - Wydawca: Armada Music                    |                   |                   |                   |                   |                   |                   |                   |                    |
| „–” pozycja nie była notowana. |                                                                            |                   |                   |                   |                   |                   |                   |                   |                    |

### Remiksy
| Rok                            | Tytuł                                                               | Pozycja na liście | Pozycja na liście | Pozycja na liście |
| Rok                            | Tytuł                                                               | MEX               | NLD               | POL               |
| ------------------------------ | ------------------------------------------------------------------- | ----------------- | ----------------- | ----------------- |
| 2009                           | Imagine: The Remixes - Data: 3 lutego 2009 - Wydawca: Armada Music  | 88                | 49                | –                 |
| 2011                           | Mirage: The Remixes - Data: 27 czerwca 2011 - Wydawca: Armada Music | 84                | 11                | 24                |
| „–” pozycja nie była notowana. |                                                                     |                   |                   |                   |

### Kompilacje
| Rok  | Tytuł                                                      | Pozycja na liście |
| Rok  | Tytuł                                                      | NLD               |
| ---- | ---------------------------------------------------------- | ----------------- |
| 2006 | 10 Years - Data: 11 listopada 2006 - Wydawca: Armada Music | 45                |
| 2014 | Anthems - Data: 7 listopada 2014 - Wydawca:Armada Music    | 5                 |

### A State of Trance
| Rok                            | Tytuł                                                                   | Pozycja na liście | Pozycja na liście | Pozycja na liście |
| Rok                            | Tytuł                                                                   | MEX               | USA               | POL               |
| ------------------------------ | ----------------------------------------------------------------------- | ----------------- | ----------------- | ----------------- |
| 2004                           | A State of Trance 2004 - Data: 29 marca 2004 - Wydawca: Armada Music    | –                 | 21                | –                 |
| 2005                           | A State of Trance 2005 - Data: 12 marca 2005 - Wydawca: Armada Music    | –                 | 15                | –                 |
| 2006                           | A State of Trance 2006 - Data: 17 kwietnia 2006 - Wydawca: Armada Music | –                 | 12                | –                 |
| 2007                           | A State of Trance 2007 - Data: 18 maja 2007 - Wydawca: Armada Music     | 54                | 9                 | –                 |
| 2008                           | A State of Trance 2008 - Data: 9 września 2008 - Wydawca: Armada Music  | 11                | 187               | 27                |
| 2009                           | A State of Trance 2009 - Data: 7 czerwca 2009 - Wydawca: Armada Music   | 19                | 17                | 45                |
| 2010                           | A State of Trance 2010 - Data: 2 kwietnia 2010 - Wydawca: Armada Music  | 25                | 11                | 14                |
| 2011                           | A State of Trance 2011 - Data: 18 marca 2011 - Wydawca: Armada Music    | 24                | 10                | 6                 |
| 2012                           | A State of Trance 2012 - Data: 19 marca 2012 - Wydawca: Armada Music    | –                 | 12                | 8                 |
| 2013                           | A State of Trance 2013 - Data: 14 lutego 2013 - Wydawca: Armada Music   | –                 | 11                | 6                 |
| 2014                           | A State of Trance 2014 - Data: 28 marca 2014 - Wydawca: Armada Music    | –                 | 9                 | 12                |
| 2015                           | A State of Trance 2015 - Data: 27 marca 2015 - Wydawca: Armada Music    | –                 | –                 | 23                |
| 2016                           | A State of Trance 2016 - Data: 6 maja 2016 - Wydawca: Armada Music      | –                 | –                 | –                 |
| 2017                           | A State of Trance 2017 - Data: 21 kwietnia 2017 - Wydawca: Armada Music | –                 | –                 | 44                |
| 2018                           | A State of Trance 2018 - Data: 27 kwietnia 2018 - Wydawca: Armada Music | –                 | –                 | 23                |
| 2019                           | A State of Trance 2019 - Data: 3 maja 2019 - Wydawca: Armada Music      | –                 | –                 | –                 |
| 2020                           | A State Of Trance 2020 - Data: 24 kwietnia 2020 - Wydawca: Armada Music | -                 | -                 | -                 |
| 2021                           | A State Of Trance 2021 - Data: 28 maja 2021 - Wydawca: Armada Music     | -                 | -                 | -                 |
| 2022                           | A State Of Trance 2022 - Data: 29 kwietnia 2022 - Wydawca: Armada Music | -                 | -                 | -                 |
| 2023                           | A State Of Trance 2023 - Data: 12 maja 2023 - Wydawca: Armada Music     | -                 | -                 | -                 |
| 2024                           | A State Of Trance 2024 - Data: 16 maja 2024 - Wydawca: Armada Music     | -                 | -                 | -                 |
| 2025                           | A State Of Trance 2025 - Data: 28 marca 2025 - Wydawca: Armada Music    | -                 | -                 | -                 |
| „–” pozycja nie była notowana. |                                                                         |                   |                   |                   |

### State of Trance Yearmix
- 2005 A State of Trance Year Mix 2005
- 2006 A State of Trance Year Mix 2006
- 2007 A State of Trance Year Mix 2007
- 2008 A State of Trance Year Mix 2008
- 2009 A State of Trance Year Mix 2009
- 2010 A State of Trance Year Mix 2010
- 2011 A State of Trance Year Mix 2011
- 2012 A State of Trance Year Mix 2012
- 2013 A State of Trance Year Mix 2013
- 2014 A State of Trance Year Mix 2004 (wydany 10 lat później)
- 2014 A State of Trance Year Mix 2014
- 2015 A State of Trance Year Mix 2015
- 2016 A State of Trance Year Mix 2016
- 2017 A State of Trance Year Mix 2017
- 2018 A State of Trance Year Mix 2018
- 2019 A State of Trance Year Mix 2019
- 2020 A State of Trance Year Mix 2020
- 2021 A State of Trance Year Mix 2021
- 2022 A State of Trance Year Mix 2022
- 2023 A State of Trance Year Mix 2023
- 2024 A State of Trance Year Mix 2024

### State of Trance Classics
- 2006 A State of Trance Classics, Vol. 1
- 2007 A State of Trance Classics, Vol. 2
- 2008 A State of Trance Classics, Vol. 3
- 2009 A State of Trance Classics, Vol. 4
- 2010 A State of Trance Classics, Vol. 5
- 2011 A State of Trance Classics, Vol. 6
- 2012 A State of Trance Classics, Vol. 7
- 2013 A State of Trance Classics, Vol. 8
- 2014 A State of Trance Classics, Vol. 9
- 2015 A State of Trance Classics, Vol. 10
- 2016 A State of Trance Classics, Vol. 11
- 2017 A State of Trance Classics, Vol. 12
- 2018 A State of Trance Classics, Vol. 13
- 2020 A State of Trance Classics, Vol. 14

### Universal Religion
- 2003 Universal Religion Chapter One
- 2004 Universal Religion 2004, Live from Armada at Ibiza
- 2007 Universal Religion Chapter 3, Live from Amnesia at Ibiza
- 2009 Universal Religion Chapter 4
- 2011 Universal Religion Chapter 5
- 2012 Universal Religion Chapter 6
- 2013 Universal Religion Chapter 7

### DJ Mix
- 1999 Boundaries of Imagination
- 2000 TranceMatch (oraz Ferry Corsten jako System F vs. Armin)
- 2000 001 A State of Trance
- 2001 002 Basic Instinct
- 2001 003 In Motion
- 2002 004 Transparance
- 2004 Big Room Trance
- 2011 Armin Only: Mirage - The Music
- 2011 A State Of Trance 500 5CD
- 2012 A State Of Trance 550 5CD
- 2013 A State of Trance 600 5CD
- 2014 A State of Trance 650 5CD
- 2021 A State Of Trance 1000 - Celebration Mix

## DVD
- 2006 Armin Only – The Next Level
- 2007 Armin Only – Ahoy
- 2008 Armin Only – Imagine
- 2009 The Music Videos 1997–2009
- 2011 Armin Only – Mirage (w Polsce złote DVD[21])
- 2012 A Year With Armin van Buuren
- 2014 Armin Only – Intense

## Single
- 1996 „Push” (jako Armin)
- 1996 „Check Out Your Mind” (jako Armin)
- 1996 „Spanish Love” (jako El Guitaro)
- 1996 „Dreams in Sync” (jako Hyperdrive Inc.)
- 1996 „Electronicly Entertained” (jako Technology)
- 1996 „Turn Me On” (jako Armania)
- 1997 „The Only Love” (jako Armania)
- 1997 „Lilmotion EP” (jako Lilmotion)
- 1997 „Gotta Feel It” (jako Amsterdance)
- 1997 „Ideal World EP” (jako Misteri A)
- 1997 „C'Est Tout” (jako Monsieur Basculant)
- 1997 „Why You Wanna Hurt Me” (jako Gimmick)
- 1997 „Allright” (jako The Shoeshine Factory)
- 1997 „Blue Fear” (jako Armin)
- 1998 „Wicked” (jako The Shoeshine Factory)
- 1998 „Raw” (jako Hyperdrive Inc.)
- 1998 „Pass the Bottle” (jako Wodka Wasters)
- 1998 „Self Control” (jako Problem Boy)
- 1998 „The United Colors EP” (jako Red & White)
- 1999 „Lost Soul Society” (jako Armin)
- 1999 „Communication” (jako Armin)
- 1999 „Virgo” (jako Armin)
- 1999 „Out of Blue (Remixes)” (jako Red & White)
- 1999 „See Me, Feel Me” (jako Darkstar)
- 1999 „Blame the Music” (jako Electrix)
- 1999 „Gettaway” (jako Electrix)
- 1999 „One” (jako Gig)
- 1999 „Future Fun-Land” (jako Perpetuous Dreamer)
- 1999 „Touch Me” (jako Rising Star)
- 2000 „Communication Part 2”
- 2000 „Eternity” (jako Alibi)
- 2000 „Wonder?/Wonder Where You Are?” (jako Major League)
- 2000 „Free” (jako Gimmick)
- 2000 „Monotonous” (jako E=MC²)
- 2001 „4 Elements” (jako Gaia)
- 2001 „Exhale” (oraz System F)
- 2001 „The Sound of Goodbye” (jako Perpetuous Dreamer; oraz Fuel 2 Fire, Elles de Graaf)
- 2002 „Clear Blue Moon/Star Theme” (jako Rising Star)
- 2002 „Sunspot” (jako Rising Star; oraz Airwave)
- 2002 „Dust.wav” (jako Perpetuous Dreamer; oraz Raz & Adryan, Elles de Graaf)
- 2002 „Yet Another Day” (gościnnie: Ray Wilson)
- 2002 „Sunburn”
- 2003 „Sunburn (Walk Through Fire)” (oraz Victoria Horn)
- 2003 „Burned with Desire” (gościnnie: Justine Suissa)
- 2004 „Future Fun-Land 2004” (jako Perpetuous Dreamer)
- 2004 „Blue Fear 2004”
- 2004 „Intruder/Pound” (jako Armin; versus M.I.K.E.)
- 2005 „Shivers/Birth of an Angel” (oraz Raz & Adryan, Susana)
- 2005 „Zocalo” (oraz Gabriel & Dresden)
- 2005 „Serenity” (gościnnie: Jan Vayne)
- 2006 „Who Is Watching” (gościnnie: Nadia Ali)
- 2006 „Sail”
- 2006 „Control Freak”
- 2006 „Love You More” (gościnnie: Racoon)
- 2006 „Saturday Night” (versus Herman Brood)
- 2007 „Communication Part 3”
- 2007 „This World Is Watching Me” (versus Rank 1; gościnnie: Kush)
- 2007 „Rush Hour”
- 2008 „If You Should Go” (gościnnie: Susana)
- 2008 „Going Wrong” (oraz DJ Shah; gościnnie: Chris Jones)
- 2008 „In and Out of Love” (gościnnie: Sharon den Adel)
- 2009 „Unforgivable” (gościnnie: Jaren)
- 2009 „Fine Without You” (gościnnie: Jennifer Rene)
- 2009 „Never Say Never” (gościnnie: Jacqueline Govaert)
- 2009 „Tuvan” (jako Gaia)
- 2009 „Broken Tonight” (oraz Van Velzen)
- 2010 „Aisha” (jako Gaia)
- 2010 „Full Focus”
- 2010 „Not Giving Up on Love” (versus Sophie Ellis-Bextor)
- 2010 „This Light Between Us” (gościnnie: Christian Burns)
- 2011 „Status Excessu D” (ASOT 500 Theme) (jako Gaia)
- 2011 „Drowning” (gościnnie: Laura V)
- 2011 „Down to Love” (gościnnie: Ana Criado)
- 2011 „Feels So Good” (gościnnie: Nadia Ali)
- 2011 „Winter Stayed” (jako Triple A)
- 2011 „Vice Versa” (oraz ATB)
- 2011 „Neon Hero” (gościnnie: Christian Burns, Bagga Bownz)
- 2011 „Brute” (oraz Ferry Corsten)
- 2011 „Stellar” (jako Gaia)
- 2011 „Youtopia” (gościnnie: Adam Young)
- 2012 „J’ai Envie De Toi” (jako Gaia)
- 2012 „Suddenly Summer” (gościnnie: Ana Criado)
- 2012 „Belter” (oraz Ørjan Nilsen)
- 2012 „Orbion”
- 2012 „We Are Here to Make Some Noise”
- 2012 „I'll Listen” (gościnnie: Ana Criado)
- 2013 „The Expedition” (oraz Markus Schulz) (ASOT 600 Anthem)
- 2013 „Waiting for the Night” (gościnnie: Fiora)
- 2013 „Nehalennia” (oraz Arty)
- 2013 „D# Fat” (oraz W&W)
- 2013 „Humming the Lights” (jako Gaia)
- 2013 „This Is What It Feels Like” (gościnnie: Trevor Guthrie)
- 2013 „Who's Afraid of 138?!”
- 2013 „Beautiful Life” (gościnnie: Cindy Alma)
- 2013 „Save My Night”
- 2013 „Don't Want to Fight Love Away” (gościnnie: Cindy Alma)
- 2013 „Intense” (oraz Miri Ben-Ari)
- 2014 „Alone” (gościnnie: Lauren Evans)
- 2014 „Empire of Hearts”(jako Gaia)
- 2014 „EIFORYA” (oraz Andrew Rayel)
- 2014 „Ping Pong”
- 2014 „Hystereo”
- 2014 „Terminal” (Ayumi Hamasaki)
- 2014 „Together in A State of Trance” (ASOT 700 Anthem)
- 2015 „In Principio” (jako Gaia)
- 2015 „Carnation” (jako Gaia)
- 2015 „Safe Inside You” (jako Rising Star; gościnnie: Betsie Larkin)
- 2015 „Panta Rhei” (oraz Mark Sixma)
- 2015 „Another You” (gościnnie: Mr. Probz)
- 2015 „Stardust”  (oraz Jean Michel Jarre)
- 2015 „Off the Hook”  (oraz Hardwell)
- 2015 „Strong Ones” (gościnnie: Cimo Fränkel)
- 2015 „Embargo” (oraz Cosmic Gate)
- 2015 „If It Ain’t Dutch” (oraz W&W)
- 2016 „Heading Up High” (gościnnie: Kensington)
- 2016 „Inyathi” (jako Gaia)
- 2016 „Again” (jako Rising Star, gościnnie: Betsie Larkin)
- 2016 „Freefall” (gościnnie: BullySongs)
- 2016 „Dominator” (versus Human Resource)
- 2016 „The Race” (oraz Dave Winnel)
- 2016 „Make It Right” (gościnnie: Angel Taylor)
- 2016 „I Live for That Energy” (ASOT 800 Anthem)
- 2016 „Great Spirit” (versus Vini Vici; gościnnie: Hilight Tribe)
- 2017 „I Need You” (oraz Garibay; gościnnie: Olaf Blackwood)
- 2017 „The Train”
- 2017 „This Is a Test”
- 2017 „Saint Vitus” (jako Gaia)
- 2017 „My Symphony”
- 2017 „Sunny Days” (gościnnie: Josh Cumbee)
- 2017 „Be In The Moment”
- 2017 „Crossfire” (jako Gaia)
- 2017 „You Are” (oraz Sunnery James & Ryan Marciano)
- 2018 „Sex, Love & Water” (gościnnie: Conrad Sewell)
- 2018 „The Last Dancer” (oraz Shapov)
- 2018 „Therapy” (gościnnie: James Newman)
- 2018 „Blah Blah Blah”
- 2018 „Popcorn” (oraz Alexander Popov)
- 2018 „Just As You Are” (jako Rising Star, gościnnie: Fiora)
- 2018 „Our Origin” (oraz Shapov)
- 2018 „United” (oraz Vini Vici, Alok; gościnnie: Zafrir)
- 2018 „You Are Too” (oraz Sunnery James & Ryan Marciano)
- 2018 „Wild Wild Son” (gościnnie: Sam Martin)
- 2018 „Lifting You Higher (ASOT 900 Anthem)”
- 2018 „Ready to Rave” (oraz W&W)
- 2019 „Repeat After Me” (oraz: Dimitri Vegas & Like Mike i W&W)
- 2019 „Lonely For You” (gościnnie: Bonnie McKee)
- 2019 „Show Me Love” (oraz Above & Beyond)
- 2019 „La Resistance De L'Amour” (oraz Shapov)
- 2019 „Turn It Up”
- 2019 „Phone Down” (oraz Garibay)
- 2019 „Hoe Het Danst” (oraz Marco Borsato i Davina Michelle)
- 2019 „Revolution” (oraz Luke Bond, gościnnie: Karra)
- 2019 „Cosmos” (jako Rising Star, gościnnie: Alexandra Badoi)
- 2019 „Stickup”
- 2019 „Waking Up With You” (gościnnie: David Hodges)
- 2019 „Mr. Navigator” (oraz Tempo Guisto)
- 2019 „It Could Be” (oraz Inner City)
- 2019 „High on Your Love” (gościnnie: James Newman)
- 2019 „Don't Let Me Go” (gościnnie: Matluck)
- 2019 „All Comes Down” (gościnnie: Cimo Fränkel)
- 2019 „Unlove You” (gościnnie: Ne-Yo)
- 2019 „Let Me Music Guide You (ASOT 950 Anthem)”
- 2020 „Always” (oraz BT, gościnnie: Nation Of One)
- 2020 „Leka” (oraz Super8 & Tab)
- 2020 „This I Vow” (oraz MaRLo, gościnnie: Mila Josef)
- 2020 „Still Better Off” (oraz Tom Staar, gościnnie: Mosimann)
- 2020 „All Of Me” (oraz Brennan Heart, gościnnie: Andreas Moe)
- 2020 „Tarzan” (oraz Blasterjaxx)
- 2020 „Boom Boom” (oraz Jamis)
- 2020 „Hollow” (oraz AVIRA, gościnnie: Be No Rain)
- 2020 „I Need You To Know” (oraz Nicky Romero, gościnnie: Ifimay)
- 2020 „Illusion” (oraz AVIRA)
- 2020 „Que Pasa” (oraz D'Angello & Francis)
- 2020 „The Voice” (jako Rising Star, gościnnie: Cari)
- 2020 „Mask” (oraz AVIRA, gościnnie: Sam Martin)
- 2020 „Need You Now” (gościnnie: Jake Reese)
- 2020 „Feel Something” (gościnnie: Duncan Laurence)
- 2020 „Christmas Time” (oraz Dimitri Vegas & Like Mike, Brennan Heart; gościnnie: Jeremy Oceans)
- 2020 „Should I Wait” (gościnnie: Avalan)
- 2020 „Slow Lane” (gościnnie: James Newman)
- 2020 „Worlds” (gościnnie: Robin Vane)
- 2020 „Manzi” (oraz Garibay, gościnnie: Shari Short)
- 2020 „Euthymia”
- 2021 „Turn The World Into A Dancefloor” (ASOT 1000 Anthem)
- 2021 „Leave A Little Love” (oraz Alesso)
- 2021 „Magico” (oraz Giuseppe Ottaviani)
- 2021 „Divino” (oraz Maor Levi)
- 2021 „Tell Me Why” (gościnnie: Sarah Reeves)
- 2021 „Weight Of The World” (gościnnie: RBVLN)
- 2021 „Battlefield”
- 2021 „Goodbye” (gościnnie: Skoles)
- 2021 „Jonson's Play” (oraz Sander van Doorn)
- 2021 „I Should Be Loving You” (oraz DubVision; gościnnie: YOU)
- 2021 „Lost In Space” (oraz Jorn van Deynhoven)
- 2021 „The Greater Light To Rule The Night” (oraz Rank 1)
- 2021 „Sirius” (oraz AVIRA)
- 2021 „Hold On” (gościnnie: Davina Michelle)
- 2021 „Music Means Love Forever” (oraz Steve Aoki)
- 2021 „No Fun” (oraz The Stickmen Project)
- 2021 „Yama” (oraz Vini Vici, gościnnie: Tribal Dance, Natalie Wamba)
- 2021 „Soundscape”
- 2022 „Human Touch” (gościnnie: Sam Gray)
- 2022 „We Can Dance Again” (oraz Reinier Zonneveld, Roland Clark)
- 2022 „Echoes” (oraz Florentin, gościnnie: Jordan Grace)
- 2022 „Welcome Home” (oraz Shapov)
- 2022 „Let's Rave, Make Love” (oraz Shapov)
- 2022 „Love We Lost” (oraz R3hab, gościnnie: Simon Ward)
- 2022 „Let You Down”
- 2022 „Offshore” (oraz AVIRA, Chicane)
- 2022 „Come Around Again” (oraz Billen Ted, gościnnie: JC Stewart) – złota płyta w Polsce[22]
- 2022 „One More Time” (gościnnie: Maia Wright)
- 2022 „Forever & Always” (oraz Gareth Emery, gościnnie: Owl City)
- 2022 „Superman” (oraz Blasterjaxx, gościnnie: 24H)
- 2022 „Clap”
- 2022 „Tocando El Sol” (oraz Azteck)
- 2022 „Computers Take Over The World”
- 2022 „Live On Love” (oraz Diane Warren, gościnnie: My Marianne)
- 2022 „Typically Dutch” (oraz Wildstylez, gościnnie: PollyAnna)
- 2022 „Reflexion (ASOT 2023 Anthem)” (oraz: Cosmic Gate)
- 2023 „Easy To Love” (oraz Matoma, gościnnie: Teddy Swims)
- 2023 „Dayglow” (gościnnie: Stuart Crichton)
- 2023 „La Bomba” (oraz Blasterjaxx)
- 2023 „Vulnerable” (gościnnie: Vanessa Campagna)
- 2023 „On & On” (oraz Punctual, gościnnie: Alika)
- 2023 "When We Come Alive" (oraz Vini Vici, gościnnie: ALBA)
- 2023 "Fire With Fire" (oraz HRRTZ, gościnnie: Julia Church)
- 2023 "Motive"
- 2023 "Destination (ASOT 2024 Anthem)" (oraz Ferry Corsten, Rank 1 & Ruben de Ronde)
- 2023 "Space Case"
- 2023 "Lose This Feeling"
- 2023 "Love Is A Drug" (gościnnie: Anne Gudrun)
- 2023 "God Is In The Soundwaves" (oraz Xoro, gościnnie: Yola Recoba)
- 2023 "Epica Maxima" (oraz Jean-Michel Jarre)
- 2023 "Make It Count" (oraz Just_us)
- 2024 "Forever (Stay Like This)" (gościnnie: Goodboys)
- 2024 "Take Off" (oraz ARTBAT)
- 2024 "What Took You So Long" (oraz Gryffin)
- 2024 "Now Love Will Begin" (oraz HI-LO)
- 2024 "By Now" (oraz D.O.D, gościnnie: Laura Welsh)
- 2024 "High On Love" (gościnnie: Anna Gudrun)
- 2024 "Larger Than Life" (gościnnie: Chef'Special)
- 2024 "City Lights" (gościnnie: VIZE, Leony)
- 2024 "In The Dark" (oraz David Guetta, gościnnie: Aldae)
- 2024 "Es Vedra"
- 2024 "Let Me Show You" (oraz Camisra)
- 2024 "Love Is Eternity" (oraz Agents Of Time, gościnnie: ORKID)
- 2024 "Follow The Light" (oraz Hardwell)
- 2024 "Part Of Me" (gościnnie: Louis III)
- 2024 "Pulstar"
- 2024 "Sarabande" (oraz Vini Vici, gościnnie: Anna Timofei)
- 2024 "Racing Spirit" (oraz Ahmed Helmy)
- 2024 "Freedom" (oraz Oliver Heldens, gościnnie: Sam Harper)
- 2024 "Late Checkout" (oraz W&W)
- 2024 "Extreme Ways" (oraz Moby)
- 2024 "Universal Nation" (oraz Dimitri Vegas & Like Mike, Vini Vici, M.I.K.E. Push)
- 2024 "Viva l'Opera" (gościnnie: Natalie Gioia)
- 2025 "Euphoria" (oraz Alok, gościnnie: Norma Jean Martine, LAWRENT)
- 2025 "Love" (oraz Omnia)
- 2025 "All Night" (oraz John Christian)
- 2025 "Is It Beautiful? (ASOT 2025 Anthem)" (oraz Ben Hemsley, gościnnie: Lucy Pullin)
- 2025 "Keep The Faith" (oraz Bon Jovi)
- 2025 "Angels" (oraz Punctual, gościnnie: Evalina)
- 2025 "Sound Of You" (oraz Rob Swire)
- 2025 "Dream A Little Dream" (gościnnie: Sam Gray)
- 2025 "Bach To The Future" (oraz BLR)
- 2025 "Gimme The Love" (oraz Seth Hills, gościnnie: Alessia Labate)
- 2025 "Dragon" (oraz Indira Paganotto)
- 2025 "Let It Be For Love" (gościnnie: JAI RYU)
- 2025 "Heavy" (oraz JOA)

## Remiksy
- 1996 Groove Solution – Magic Melody (Armin Mix)
- 1997 Temple of the Groove – Without Your Love (Armin's Radio Mix)
- 1997 Jocks' Trap – Tribal Tone (Armix Dub)
- 1997 Jocks' Trap – Tribal Tone (Armix)
- 1997 The Sunclub – Single Minded People (Radio Edit Armix)
- 1997 The Sunclub – Single Minded People (Trance Minded Armix)
- 1997 The Sunclub – Single Minded People (Club Minded Armix)
- 1997 Geoffrey Williams – Sex Life (Major Funk Armix)
- 1997 Pioneers of Sound – Keep It Up (Armin van Buuren Remix)
- 1997 ISCO – Funkytown (Mothafunky Armin Mix)
- 1997 De Bos – Chase (Follow-That-Car Mix)
- 1997 Monsieur Basculant – C'est Tout (Armix)
- 1998 Red & White – Out of Blue (Armix)
- 1998 Wodka Wasters – Pass the Bottle (Armin's Movin' Work Dub)
- 1998 Wodka Wasters – Pass the Bottle (Armix)
- 1998 Barbarus – Hold On (Armix)
- 1998 Geoffrey Williams – Sex Life '98 (Armin van Buuren Remix)
- 1998 Suits Makin' Noise – Ellegibo (Extended Armix)
- 1998 Rocco Mundo – Move Static (Armix)
- 1998 J.R.'s Revenge – Dallas (The Armix)
- 1999 Gouryella – Walhalla (Armin van Buuren's Rising Star Dub)
- 1999 Gouryella – Walhalla (Armin van Buuren's Rising Star Mix)
- 1999 Rising Star – Touch Me (Armix Remix)
- 1999 Vincent De Moor – Between 2 Fires (Armin Remix)
- 1999 René Et Gaston – Vallée 2000 (Vallée De L'Armix)
- 1999 Airscape – L'Esperanza (Armin Van Buuren's Rising Star Mix)
- 1999 Wamdue Project – King of My Castle (Armin van Buuren Radio Edit)
- 1999 Wamdue Project – King of My Castle (Armin van Buuren Remix)
- 1999 DJ Manta – Holding On (Armin van Buuren's Rising Star Edit)
- 1999 DJ Manta – Holding On (Armin van Buuren's Rising Star Mix)
- 1999 Vincent De Moor – Shamu (Armin Remix)
- 1999 Electrix – Gettaway (Armin van Buuren Mix)
- 1999 Pancake – Don't Turn Your Back (Syrup & Sugar Armix Flava)
- 1999 Madison Avenue – Don't Call Me Baby (Armin van Buuren's Stalker Dub)
- 1999 Madison Avenue – Don't Call Me Baby (Armin van Buuren's Stalker Mix)
- 1999 Insight – Prophecy (Cyber Mix)
- 1999 Shane – C'est Musique (Armin van Buuren Remix)
- 1999 Electrix – Blame the Music (Armin van Buuren Mix)
- 1999 DJ René – Music All Over the World (DJ René & Armin van Buuren Remix)
- 1999 Chakra & Edi Mis – X-File '99 (Armin & DJ Johan's Cyber Mix)
- 1999 Gouryella – Gouryella (Armix)
- 2000 Armin – Communication Part II (Armin van Buuren's Remake)
- 2000 Vibe-Rations – Steppin' Out (Armin van Buuren's Big Bass Remix)
- 2000 Desiderio – Starlight (Armin van Buuren's Rising Star Remix)
- 2000 Novaskotia – Novaskotia (Armin van Buuren's Rising Star Mix)
- 2000 Dominica – Gotta Let You Go (Watch Your Step Mix)
- 2000 Mi-Ko – Dreaming of You (Armix Remix)
- 2000 Gimmick – Free (Armin's Discotizer Dub)
- 2000 Moogwai – Viola (Armin van Buuren Remix)
- 2000 Yahel – Devotion (Armin van Buuren Mix)
- 2000 ATFC Presents OnePhatDeeva – Bad Habit (Armin van Buuren Gimmick Club Mix)
- 2000 Aria – Dido (Armin van Buuren's Universal Religion Mix)
- 2001 Perpetuous Dreamer – The Sound of Goodbye (Armin's Tribal Feel Mix)
- 2001 Magnusson Arrived – Mary Go Around (Armin van Buuren's 'This Round's on Me' Edit)
- 2001 System F – Exhale (Armin van Buuren Remix)
- 2001 Perpetuous Dreamer – The Sound of Goodbye (Armin's Tribal Feel Radio Edit)
- 2001 Perpetuous Dreamer – The Sound of Goodbye (Armin van Buuren's Rising Star Mix)
- 2001 Ayumi Hamasaki – Appears (Armin van Buuren Remix)
- 2002 DJ Astrid – The Spell (Armin van Buuren Remix)
- 2002 Solar Stone – Seven Cities (Armin van Buuren Remix)
- 2002 Solar Stone – Seven Cities (Armin van Buuren Vocal mix)
- 2002 OceanLab – Sky Falls Down (Armin van Buuren Remix)
- 2002 Cygnus X – Positron (Armin van Buuren Remix)
- 2002 Riva – Time Is the Healer (Armin van Buuren Vocal Remix)
- 2002 Shane – Too Late to Turn (Armin van Buuren Remix)
- 2002 Solid Sessions – Janeiro (Armin van Buuren Mix)
- 2002 iiO – Rapture (Armin van Buuren Remix)
- 2003 Ben Liebrand – Give Me An Answer (Armin van Buuren Remix)
- 2003 Perpetuous Dreamer – Dust.wav (Armin van Buuren Radio Edit)
- 2003 Perpetuous Dreamer – Dust.wav (Armin van Buuren Rising Star Remix)
- 2003 Motorcycle – As the Rush Comes (Armin van Buuren's Universal Religion Remix)
- 2003 Clubhands – Live Your Life (Extended Club Mix)
- 2004 Sean Callery – The Longest Day (Armin van Buuren Remix Radio Edit)
- 2004 Sean Callery – The Longest Day (Armin van Buuren Remix)
- 2004 Sean Callery – The Longest Day (Armin van Buuren Dub)
- 2004 Sean Callery – The Longest Day (Armin van Buuren Mix)
- 2004 Mark Otten – Mushroom Therapy (Armin van Buuren Precious Edit)
- 2004 Envio – Love Poison (Ryan G Remix – AvB Edit)
- 2005 Fragile – Inertia (Armin van Buuren Remix)
- 2008 Kerli – Walking On Air (Armin van Buuren Remix)
- 2008 The Killers – Human (Armin van Buuren Remix)
- 2008 Armin van Buuren featuring Gabriel & Dresden – Zocalo (Armin In Mexico Mix)
- 2009 BT feat. Jes – Every Other Way (Armin van Buuren Remix)
- 2009 Cerf, Mitiska & Jaren – Beggin’ You (Armin van Buuren Remix)
- 2010 Faithless - Not Going Home (Armin van Buuren Remix)
- 2010 Dido - Everything to Lose (Armin van Buuren Remix)
- 2010 Chicane - Where Do I Start? (Armin van Buuren Remix)
- 2010 Miguel Bose – Jurame (Armin van Buuren Remix)
- 2011 Laura Jansen - Use Somebody (Armin van Buuren Remix)
- 2011 Triple A - Winter Stayed (Armin van Buuren's on the Beach Mix)
- 2011 Nadine Coyle – Put Your Hands Up (Armin van Buuren Remix)
- 2011 iiO - Rapture (Armin van Buuren Remix) (Remastered)
- 2011 Hannah - Falling Away (Armin van Buuren Remix)
- 2011 Emma Hewitt - Colours (Armin van Buuren Remix)
- 2011 David Guetta feat. Usher – Without You (Armin van Buuren Remix)
- 2011 Wiegel Meirmans Snitker - Nova Zembla (Armin van Buuren Remix)
- 2012 Kirsty - Twilight (Armin van Buuren Remix)
- 2012 Ferry Corsten vs Armin van Buuren - Brute (Armin's Illegal Drum Edit)
- 2012 Zedd feat. Matthew Koma - Spectrum (Armin van Buuren Remix)
- 2012 Frans Bak - The Killing (Armin van Buuren Remix)
- 2013 Mark Knight & D. Ramirez vs Underworld - Downpipe (Armin van Buuren Remix)
- 2013 Armin van Buuren feat. Richard Bedford - Love Never Came (W&W vs. Armin van Buuren Remix)
- 2013 Kat Krazy feat. elkka - Siren (Armin van Buuren Remix)
- 2014 Krewella - Enjoy the Ride (Armin van Buuren Remix)
- 2014 Barbarus - Hold On (Armin van Buuren's Armix - Remastering 2014)
- 2014 Idina Menzel - Let It Go (Armin van Buuren Remix)
- 2014 John Lennon - Imagine (Armin van Buuren Rebooted Edit)
- 2015 Ramin Djawadi - Game of Thrones Theme (Armin van Buuren Remix)
- 2015 Jean Michel Jarre & Armin van Buuren - Stardust (Armin van Buuren pres. Rising Star Remix)
- 2015 Faithless - We Come One 2.0 (Armin van Buuren Remix)
- 2015 Hardwell feat. Amba Shepherd - United We Are (Armin van Buuren Remix)
- 2016 Armin van Buuren pres. Rising Star feat. Betsie Larkin - Again (Armin van Buuren Remix)
- 2016 Kensington - Streets (Armin van Buuren Remix)
- 2018 Kensington - Sorry (Armin van Buuren Remix)
- 2019 Van Halen - Jump (Armin van Buuren Remix)
- 2020 Steve Aoki feat. Icona Pop - I Love My Friends (Armin van Buuren & Avian Grays Remix)
- 2021 Dimitri Vegas - Pull Me Closer (Armin van Buuren Remix)
- 2021 Armin van Buuren & Avalan - Should I Wait (Armin van Buuren pres. Rising Star Remix)
- 2021 Slander feat. Dylan Matthew - Love Is Gone (Armin van Buuren Remix)
- 2023 Eelke Kleijn - Transmission (Armin van Buuren Remix)
- 2023 Armin van Buuren feat. Trevor Guthrie - This Is What It Feels Like (Armin van Buuren 2023 Remix)
- 2023 Shouse & David Guetta - Live Without Love (Armin van Buuren Remix)
- 2023 D.O.D - So Much In Love (Armin van Buuren Remix)
- 2023 Sia - Gimme Love (Armin van Buuren Remix)
- 2024 Seven Lions, ILLENIUM & ASDIS - Not Even Love (Armin van Buuren Remix)
- 2024 Whethan & Elley Duhe - Money On The Dash (Armin van Buuren Remix)
- 2024 DJ Snake & Dillon Francis - Get Low (Armin van Buuren Remix)

## Notowania singli
| Rok                                          | Tytuł                                                                       | Pozycja na liście | Pozycja na liście | Pozycja na liście | Pozycja na liście | Pozycja na liście | Pozycja na liście | Pozycja na liście |
| Rok                                          | Tytuł                                                                       | NLD               | UK                | FIN               | BUŁ               | GRE               | KAN               | BEL               |
| -------------------------------------------- | --------------------------------------------------------------------------- | ----------------- | ----------------- | ----------------- | ----------------- | ----------------- | ----------------- | ----------------- |
| 1998                                         | „Blue Fear”                                                                 | –                 | 45                | –                 | –                 | –                 | –                 | –                 |
| 2000                                         | „Communication”                                                             | 95                | 18                | –                 | –                 | –                 | –                 | –                 |
| 2003                                         | „Yet Another Day” (gościnnie: Ray Wilson)                                   | 27                | 70                | –                 | –                 | –                 | –                 | –                 |
| 2003                                         | „Sunburn (Walk Through the Fire)”                                           | 43                | –                 | –                 | –                 | –                 | –                 | –                 |
| 2004                                         | „Blue Fear 2004”                                                            | –                 | 52                | –                 | –                 | –                 | –                 | –                 |
| 2004                                         | „Burned with Desire” (gościnnie: Justine Suissa)                            | 53                | 45                | 12                | –                 | 14                | –                 | –                 |
| 2005                                         | „24 Theme: The Longest Day” (gościnnie: Sean Callery)                       | –                 | –                 | 10                | –                 | 17                | –                 | –                 |
| 2005                                         | „Serenity” (gościnnie: Jan Vayne)                                           | 4                 | 72                | –                 | –                 | –                 | –                 | –                 |
| 2005                                         | „Shivers” (gościnnie: Sussana)                                              | 27                | 72                | 20                | –                 | –                 | –                 | –                 |
| 2005                                         | „The Sound of Goodbye” (jako Perpetuous Dreamer; gościnnie: Elles De Graaf) | 20                | –                 | –                 | 28                | –                 | –                 | –                 |
| 2006                                         | „Control Freak”                                                             | –                 | –                 | 18                | –                 | –                 | –                 | –                 |
| 2006                                         | „Sail”                                                                      | 27                | –                 | –                 | –                 | –                 | –                 | –                 |
| 2006                                         | „Saturday Night” (gościnnie: Herman Brood)                                  | 25                | –                 | –                 | –                 | –                 | –                 | –                 |
| 2006                                         | „Who Is Watching” (gościnnie: Nadia Ali)                                    | –                 | –                 | 19                | –                 | –                 | –                 | –                 |
| 2006                                         | „Love You More” (gościnnie: Racoon)                                         | 23                | –                 | –                 | –                 | –                 | –                 | –                 |
| 2007                                         | „Rush Hour”                                                                 | 30                | –                 | 13                | –                 | –                 | –                 | –                 |
| 2007                                         | „This World Is Watching Me” (oraz Rank 1, Kush)                             | 19                | –                 | 5                 | –                 | –                 | –                 | –                 |
| 2008                                         | „Going Wrong” (oraz DJ Shah, Chris Jones)                                   | 5                 | –                 | –                 | –                 | –                 | 88                | –                 |
| 2008                                         | „In And Out of Love” (gościnnie: Sharon den Adel)                           | 10                | –                 | –                 | 8                 | 1                 | –                 | 10                |
| 2009                                         | „Unforgivable” (gościnnie: Jaren)                                           | 62                | –                 | –                 | –                 | –                 | –                 | 41                |
| 2009                                         | „Fine Without You” (gościnnie: Jennifer Rene)                               | –                 | –                 | –                 | –                 | –                 | –                 | –                 |
| 2009                                         | „Never Say Never” (gościnnie: Jacqueline Govaerts )                         | 66                | –                 | –                 | –                 | –                 | –                 | –                 |
| „–” oznacza single, które nie były notowane. |                                                                             |                   |                   |                   |                   |                   |                   |                   |